# Route nationale 786d
La route nationale 786D ou RN 786D était une route nationale française reliant Lannion à Trébeurden. À la suite de la réforme de 1972, elle a été déclassée en RD 788.

## Ancien tracé de Lannion à Trébeurden (D 788)
- Lannion
- Saint-Quay-Perros
- Perros-Guirec
- Ploumanac'h
- Trégastel-Plage
- Penvern
- Trébeurden